# Espace urbain de Nantes-Saint-Nazaire
L'espace urbain de Nantes-Saint-Nazaire est un espace urbain constitué autour des villes de Nantes, Saint-Nazaire, Ancenis et Clisson en Loire-Atlantique et de Redon en Ille-et-Vilaine. Par la population, c'est le 9e (numéro Insee : 1I) des 96 éspaces urbains français, juste avant celui de Rennes (1J). En 1999, sa population était de 1 006 246 habitants sur une superficie de 4 161 km2.
Depuis 2011, la notion d'espace urbain n'est plus utilisée par l'INSEE.

## Caractéristiques
Il s'agit du principal espace urbain du département de Loire-Atlantique ; le second est l'espace urbain de Rennes qui inclut les communes de l'aire urbaine de Châteaubriant et deux communes multipolarisées. 
L'espace urbain de Nantes-Saint-Nazaire s'étend sur à peu près tout le sud-est, le centre-est et le centre-ouest du département avec une excroissance aux alentours de Redon. 
L'espace urbain de Rennes est distant de 12 km ; celui d'Angers de 15 km, celui de Lorient-Vannes de 18 km ; celui de La Roche-sur-Yon-Les Sables-d'Olonne de 15 km, celui de Saint-Gilles-Croix-de-Vie-Challans de 15 km, celui des Herbiers de 20 km, celui de Cholet de 12 km, celui de Ploërmel de 25 km.

## Structure
Dans les limites définies en 1999 par l'Insee[source insuffisante], il s’agit d’un espace urbain multipolaire, composé de 5 aires urbaines et de 27 communes multipolarisées.
Il comprend au total 178 communes :
- 156 en Loire-Atlantique,
- 9 en Morbihan,
- 8 en Maine-et-Loire,
- 3 en Ille-et-Vilaine,
- 2 en Vendée.

| Zonage                   | Nombre de communes | Population (Données 2016) | Superficie (km²) | Densité (hab./km²) |
| ------------------------ | ------------------ | ------------------------- | ---------------- | ------------------ |
| Aires urbaines           | 151                | 1 240 322                 | 4 748            | 261                |
| Nantes                   | 108                | 961 521                   | 3 404            | 282                |
| dont Loire-Atlantique    | 102                |                           |                  |                    |
| dont Maine-et-Loire      | 6                  |                           |                  |                    |
| Saint-Nazaire            | 29                 | 220 925                   | 1045             | 211                |
| Ancenis                  | 1                  | 10 595                    | 28               | 384                |
| Clisson                  | 4                  | 18 665                    | 64               | 292                |
| dont Loire-Atlantique    | 3                  |                           |                  |                    |
| dont Vendée              | 1                  |                           |                  |                    |
| Redon                    | 9                  | 28 616                    | 207              | 138                |
| dont Loire-Atlantique    | 1                  |                           |                  |                    |
| dont Ille-et-Vilaine     | 3                  |                           |                  |                    |
| dont Morbihan            | 5                  |                           |                  |                    |
| Communes multipolarisées | 27                 | 95 392                    | 768              | 124                |
| dont par département     | 28                 |                           |                  |                    |
| Loire-Atlantique         | 20                 |                           |                  |                    |
| Morbihan                 | 4                  |                           |                  |                    |
| Maine-et-Loire           | 2                  |                           |                  |                    |
| Vendée                   | 1                  |                           |                  |                    |
| dont par polarités       | 28                 |                           |                  |                    |
| Nantes et Saint-Nazaire  | 9                  |                           |                  |                    |
| Nantes et Clisson        | 5                  |                           |                  |                    |
| Nantes et Ancenis        | 4                  |                           |                  |                    |
| Saint-Nazaire et Redon   | 9                  |                           |                  |                    |
| Total                    | 178                | 1 335 714                 | 5516             | 242,15             |

## Les communes multipolarisées
Pour la liste des communes des pôles urbains et des communes monopolarisées, voir les pages des aires urbaines qui font partie de l’espace urbain. 
| Code | Commune                  | Type de commune                | Département      | Aires urbaines polarisantes | P. (2016)    | S. (km²) | D. (h../km²) |
| ---- | ------------------------ | ------------------------------ | ---------------- | --------------------------- | ------------ | -------- | ------------ |
|      | Bouvron                  | Commune rurale multipolarisée  | Loire-Atlantique | Nantes et Saint-Nazaire     | +0 0003 141, | +0047,83 | +00066,      |
|      | Campbon                  | Commune rurale multipolarisée  | Loire-Atlantique | Nantes et Saint-Nazaire     | +0 0004 018, | +0049,82 | +00120,      |
|      | La Chapelle-Launay       | Commune urbaine multipolarisée | Loire-Atlantique | Nantes et Saint-Nazaire     | +0 0002 983, | +0024,82 | +00090,98    |
|      | Drefféac                 | Commune rurale multipolarisée  | Loire-Atlantique | Nantes et Saint-Nazaire     | +0 0002 190, | +0014,16 | +00155,      |
|      | Fégréac                  | Commune rurale multipolarisée  | Loire-Atlantique | Saint-Nazaire et Redon      | +0 0002 447, | +0044,18 | +00055,      |
|      | La Turballe              | Commune urbaine multipolarisée | Loire-Atlantique | Saint-Nazaire et Redon      | +0 0004 502, | +0018,53 | +00243,      |
|      | Lavau-sur-Loire          | Commune rurale multipolarisée  | Loire-Atlantique | Nantes et Saint-Nazaire     | +00 000766,  | +0016,22 | +00047,      |
|      | Mesquer                  | Commune urbaine multipolarisée | Loire-Atlantique | Saint-Nazaire et Redon      | +0 0001 938, | +0016,72 | +00119,      |
|      | Mouzillon                | Commune rurale multipolarisée  | Loire-Atlantique | Nantes et Clisson           | +0 0002 810, | +0016,5  | +00170,      |
|      | Oudon                    | Commune rurale multipolarisée  | Loire-Atlantique | Nantes et Ancenis           | +0 0003 763, | +0022,12 | +00170,      |
|      | Piriac-sur-Mer           | Commune urbaine multipolarisée | Loire-Atlantique | Saint-Nazaire et Redon      | +0 0002 261, | +0012,37 | +00183,      |
|      | Pontchâteau              | Commune urbaine multipolarisée | Loire-Atlantique | Nantes et Saint-Nazaire     | +00010 666,  | +0055,79 | +00191,      |
|      | Quilly                   | Commune rurale multipolarisée  | Loire-Atlantique | Nantes et Saint-Nazaire     | +0 0001 379, | +0017,67 | +00078,      |
|      | Sainte-Anne-sur-Brivet   | Commune rurale multipolarisée  | Loire-Atlantique | Nantes et Saint-Nazaire     | +0 0002 984, | +0025,99 | +00115,      |
|      | Saint-Hilaire-de-Clisson | Commune rurale multipolarisée  | Loire-Atlantique | Nantes et Clisson           | +0 0002 268, | +0018,43 | +00123,      |
|      | Saint-Lumine-de-Clisson  | Commune rurale multipolarisée  | Loire-Atlantique | Nantes et Clisson           | +0 0002 109, | +0018,26 | +00115,      |
|      | Savenay                  | Commune urbaine multipolarisée | Loire-Atlantique | Nantes et Saint-Nazaire     | +0 0008 448, | +0026,   | +00325,      |
|      | Sévérac                  | Commune rurale multipolarisée  | Loire-Atlantique | Saint-Nazaire et Redon      | +0 0001 628, | +0022,41 | +00073,      |
|      | Teillé                   | Commune rurale multipolarisée  | Loire-Atlantique | Nantes et Ancenis           | +0 0001 785, | +0028,55 | +00063,      |
|      | Vallet                   | Commune urbaine multipolarisée | Loire-Atlantique | Nantes et Clisson           | +0 0008 953, | +0058,96 | +00152,      |
|      | Béganne                  | Commune rurale multipolarisée  | Morbihan         | Saint-Nazaire et Redon      | +0 0001 399, | +0035,5  | +00039,      |
|      | Férel                    | Commune rurale multipolarisée  | Morbihan         | Saint-Nazaire et Redon      | +0 0003 179, | +0028,9  | +00110,      |
|      | Saint-Dolay              | Commune rurale multipolarisée  | Morbihan         | Saint-Nazaire et Redon      | +0 0002 465, | +0048,26 | +00051,      |
|      | Théhillac                | Commune rurale multipolarisée  | Morbihan         | Saint-Nazaire et Redon      | +00 000583,  | +0014,46 | +00040,      |
|      | Champtoceaux             | Commune rurale multipolarisée  | Maine-et-Loire   | Nantes et Ancenis           | +0 0001 748, | +0015,54 | +00112,48    |
|      | Orée d'Anjou             | Commune rurale multipolarisée  | Maine-et-Loire   | Nantes et Ancenis           | +00016 324,  | +0104,   | +00104,      |
|      | La Bernardière           | Commune rurale multipolarisée  | Vendée           | Nantes et Clisson           | +0 0001 796, | +0014,3  | +00121,      |
|      |                          |                                |                  |                             | 95 392       | 768,46   | 124,13       |